# 소라야 하다드
소라야 하다드(아랍어: صورايا حداد‎, 1984년 9월 30일~)는 알제리의 유도 선수이다. 올림픽에 3회 참가했으며 2008년 하계 올림픽 여자 하프라이트급에서 동메달을 획득했다. 또한 세계 선수권 대회에서 동메달 1개를 획득했다.